# The Oath of Black Blood
The Oath of Black Blood è un album di raccolta del gruppo black metal finlandese Beherit, pubblicato nel 1991.

## Tracce
1. Intro – 0:57
2. Metal of Death – 0:54
3. The Oath of Black Blood – 2:41
4. Grave Desecration – 2:02
5. Witchcraft – 3:13
6. Goat Worship – 1:55
7. Demonomancy – 2:22
8. Black Mass Prayer – 1:15
9. Beast of Damnation – 4:07
10. Hail Sathanas – 1:47
11. Dawn of Satan's Millennium – 4:46